# Kurt Caceres
Kurt Cacerers (Napa, 18 oktober 1972), geboren als Kurt Heinzman, is een Amerikaans acteur.

## Biografie
Caceres werd geboren in Napa met een Duitse en Mexicaanse achtergrond, hij doorliep aldaar de high school aan de Napa High School. Hij studeerde hierna af met een American football-beurs in bedrijfskunde en theaterwetenschap aan de  California State University in Sacramento (Californië). 
Caceres begon in 1998 met acteren in de televisieserie Pensacola: Wings of Gold, waarna hij nog meerdere rollen speelde in televisieseries en films.

## Filmografie

### Films
Uitgezonderd korte films.
- 2019 Boris and the Bomb - als Rafael
- 2018 Lawless Range - als Eddie Obregon
- 2017 Murder in the Woods - als Raul
- 2016 The Thinning - als Hank
- 2013 Beneath – als Torres
- 2009 Down for Live – als Rafael
- 2009 Drive-By Chronicles: Sidewayz – als Frank
- 2008 Insanitarium – als Loomis
- 2008 Boiler Maker – als Jesse
- 2008 The Last Word – als Sammy
- 2007 Hick-Spanic: Live in Albuquerque – als Alejandro Reymundo
- 2006 World Trade Center – als brandweerman die John redt
- 2003 Southside – als Skids
- 2003 First Watch – als Gordo
- 2000 Blood Money – als Raoul Restrelli

### Televisieseries
Uitgezonderd eenmalige gastrollen.
- 2022 The Wright Turn - als Ricardo Rodriguez - 2 afl.
- 2016-2018 T@gged - als Fricks - 22 afl.
- 2016 Days of our Lives - als Guillermo - 4 afl.
- 2016 Murder in the First - als Cesar Ramirez - 2 afl.
- 2016 The Bold and the Beautiful - als Ed De La Rosa - 2 afl.
- 2013 Dexter – als officier Martinez – 2 afl.
- 2012 Bones – als ambulancemedewerker – 2 afl.
- 2012 Sons of Anarchy – als Renaldo – 2 afl.
- 2012 Hollywood Heights – als rechercheur Broderick – 3 afl.
- 2011 General Hospital – als Javier – 9 afl.
- 2008 Ghost Whisperer – als rechercheur Carl Neely – 5 afl.
- 2005-2006 Prison Break – als Hector Avila – 5 afl.
- 2004-2005 The Shield – als Juan Lozano – 5 afl.
- 2003-2004 Threat Matrix – als Tim Vargas – 9 afl.
- 2002 American Family – als Conrado Gonzalez – 22 afl.
- 2002 All My Children – als Mateo Santos sr. - ? afl.
- 2000 Resurrection Blvd. – als Trini Alvarado – 2 afl.